# Bartolomeo Cabrini

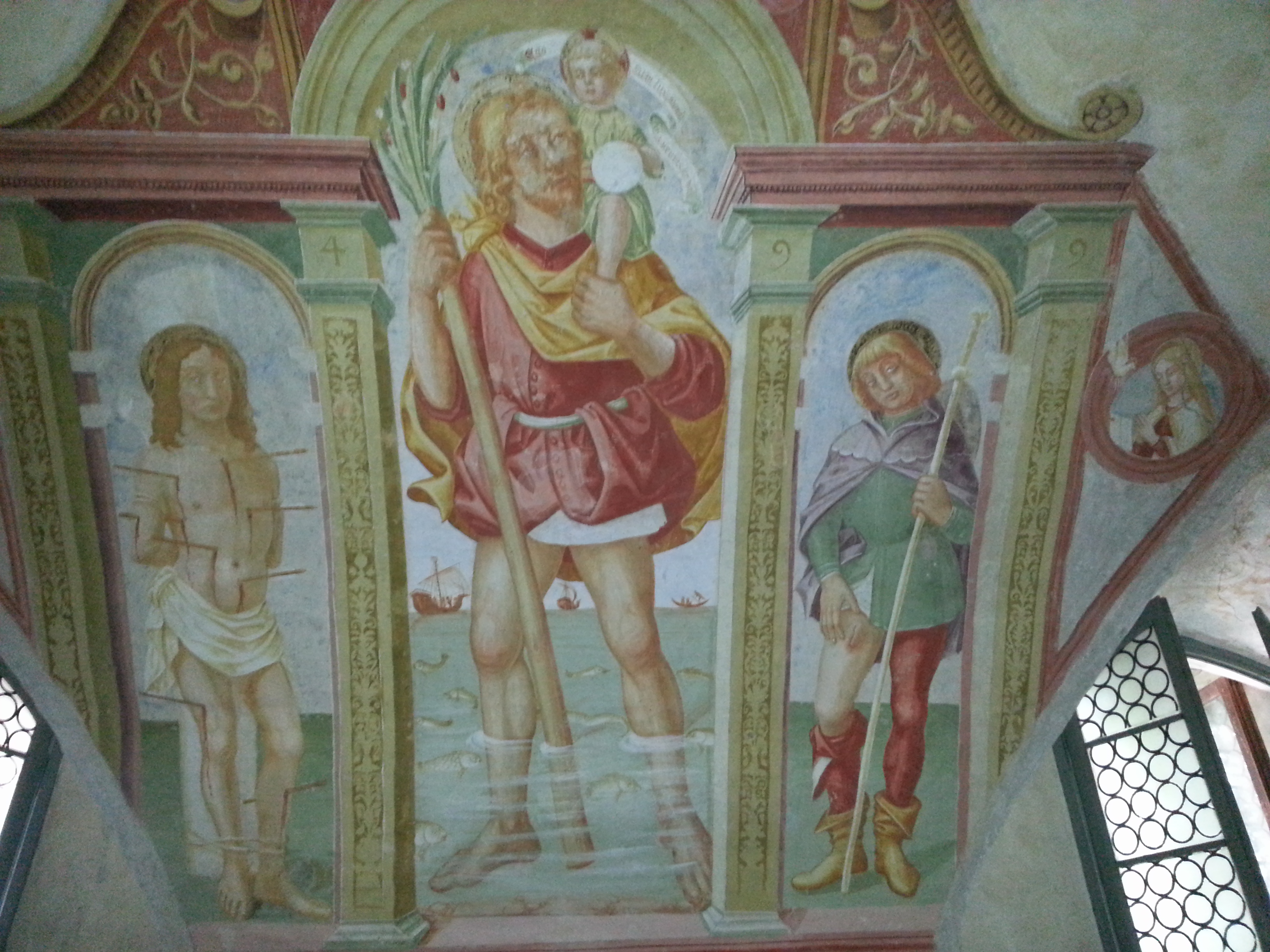
San Crisfotoro cripta della chiesa di san Michele al Pozzo Bianco

Bartolomeo Cabrini (1450 circa – Bergamo, post 1525) è stato un pittore italiano del rinascimento,.

## Biografia
Dagli ultimi anni del Quattrocento fino alla seconda metà del Seicento risulta presente sul territorio di Albino una famiglia di pittori, tra i quali Bartolomeo la cui attività fu poi proseguita dal figlio Nicolò morto in 1524,avuto probabilmente dalla moglie Dorotea che fu citata in un atto notarile del 7 maggio 1518.

Bartolomeo nacque intorno alla seconda metà del Quattrocento considerato che risulta una sua opera datata 1495 presente nella chiesa di Santa Valeria di Mornico al Serio e molto poche sono le notizie sulla sua vita, fu citato dal Tassi nel 1509 
(Francesco Tassi)
Nel 1512 ricevette un compenso di 5 ducati per lavori di affresco eseguiti per il comune di Bergamo. Risulta abitare a Bergamo nella vicinia di Sant'Andrea. Del 19 dicembre 1524 è l'ultimo atto notarile che lo nomina quando compare come testimone.
Il dipinto di Mornico al Serio raffigura la Madonna in trono con il Bambino in braccio con i due santi posti laterali e due bambini posti ai piedi del trono, mentre due angeli sono raffigurati nella parte superiore reggenti la corona sopra il capo della donna e conserva la firma dell'artista: “Bartolameus Jovannes cabrini”. La Vergine siede su di un trono ligneo dalla forma molto semplice e indossa l'abito rosso coperto da un mantello verde. L'affresco presenta, in alcuni particolari, come la veste di santa Valeria, una buona conoscenza dell'arte lombarda del Quattrocento, anche se l'artista, per la forma piuttosto piatta della raffigurazione, non abbia mai raggiunti alti livelli artistici diventando uno dei tantissimi artisti che lavoravano in area bergamasca, con i forti colori contrastanti e la fisionomia dei personaggi presa dai contadini e abitanti del territorio. Anche se proprio aver trovato atti notarili che lo indicano collaborativo con il comune di Bergamo per la realizzazione degli stemmi sulle porte poi perduti indicherebbero secondo il Elia Fornoni che non doveva essere un artista di scarso livello: «[…] ho più volte notato come il Comune non ricorresse mai per queste opere a pennelli mediocri»

### Opere
Malgrado gli atti notarili indichino la realizzazione di vari dipinti non ne restano a testimonianza se non il:
- Madonna col Bambino e santi Antonio abate e Valeria affresco nel 1475 della chiesa di Santa Valeri, Mornico al Serio
- San Cristoforo, san Rocco e san Sebastiano, 1499, cripta della Chiesa di San Michele al Pozzo Bianco di Bergamo.[3]